# Francisco Ernandi Lima da Silva
Francisco Ernandi Lima da Silva (n. 2 iulie 1959, Chaval, Ceará, Brazilia) este un fost fotbalist brazilian.
În 1987, Mirandinha a jucat 4 meciuri pentru echipa națională a Braziliei.

## Statistici
| Brazilia | Brazilia | Brazilia |
| An       | Meciuri  | Goluri   |
| -------- | -------- | -------- |
| 1987     | 4        | 1        |
| Total    | 4        | 1        |